# アリアケシラウオ
アリアケシラウオ（Salanx ariakensis、有明白魚）は、シラウオ科アリアケシラウオ属に属する魚の一種。アリアケシラウオ属は東アジア周辺に分布し、日本からは本種のみが知られている。

## 分布
東アジアの中国と朝鮮半島沿岸部。日本では有明海とその流入河川にのみ生息する。

## 形態
生時には体が無色透明で、腹には1列の黒色素胞が並ぶ。日本産シラウオ類では最大の種で、体長はオスが12cm、メスが14cmになる。オスはメスより小型だが、体高はオスの方が高い。頭部は縦扁し、吻は長く、頭長の1/3以上になるが、下あごは突出しない。あぶらびれがあり、背びれと尻びれは、ほぼ相対する。胸びれの先端は、オスは尖るが、メスは円い。オスには、尻びれの基部に1列に並ぶ20個ほどの鱗がある。

## 生態
遠浅で、濁った内湾に生息。年魚であり、10-11月の産卵期には筑後川などの流入河川を遡上し、砂底や礫底に約0.75 mmの球形の卵を産む。川を10 km以上遡上する回遊魚である。

## 人間の利用
食用とされ、生きたままのものを二杯酢で食べるほか、卵とじや天ぷらなどにされる。かつては有明海で本種を対象とした漁業が行われていたが、個体数の激減により、現在は行われていない。

## 保全状況評価
- 絶滅危惧IA類 (CR)（環境省レッドリスト）

- 福岡県-絶滅危惧ⅠA類（CR）　長崎県-絶滅危惧ⅠB類（EN）　熊本県-絶滅危惧Ⅰ類（CR+EN）[5]